# Joan Verdú i Fernández
|  | «Joan Verdú» redirigeix aquí. Si cerqueu l'esquiador andorrà, vegeu «Joan Verdú Sánchez». |

Joan Verdú Fernández (Barcelona, 5 de maig del 1983) és un exfutbolista professional català que jugava com a migcampista. Va ser internacional amb la selecció catalana.
Migcampista versàtil, podia jugar tant de migcampista central com de migcampista ofensiu. Va començar professionalment al FC Barcelona, però va jugar principalment per al rival local RCD Espanyol durant la seva carrera, acumulant un total de 262 partits de La Liga i 35 gols en nou temporades i també representant a la competició el Deportivo, el Reial Betis i el Llevant UE.

## Trajectòria
Joan Verdú es formà a les categories inferiors del FC Barcelona, club en el qual debutaria amb el primer equip en un partit de Copa del Rei la temporada 2004-05. Posteriorment l'estiu del 2006 fitxà pel Deportivo de la Corunya, on es va fer un nom i va passar al RCD Espanyol l'any 2009. Amb el club barceloní es va consolidar com un fix en la plantilla que va entrenar Mauricio Pochettino, i a la temporada 2011-2012 va esdevenir segon capità de l'equip. El juny de 2013, el jugador va arribar a un acord amb el Real Betis Balompié per les següents quatre temporades.
Al mercat d'hivern de 2016, després d'haver jugat pocs partits al Baniyas turc i l'ACF Fiorentina italiana, Verdú signà contracte amb el Llevant pel que quedava de temporada i una altra més.

## Internacional

### Selecció catalana
El 30 de desembre de 2011 va disputar amb la selecció catalana el Trofeu Catalunya Internacional 2011,  contra la selecció de Tunísia, un partit disputat a l'Estadi Olímpic Lluís Companys, que va acabar en empat a 0.
El 3 de gener de 2013 va disputar amb la selecció catalana el Trofeu Catalunya Internacional 2012,  contra la selecció de Nigèria, un partit disputat a l'Estadi de Cornellà-El Prat, que va acabar en empat a 1.
El 28 de desembre de 2016 va disputar com a suplent amb la selecció catalana el Trofeu Catalunya Internacional 2016, un partit contra la selecció de Tunísia que va acabar en empat 3 a 3 i finalment en victòria tunisenca a la tanda de penals.

## Palmarès
| Títol          | Club         | País      | Any  |
| -------------- | ------------ | --------- | ---- |
| Copa Catalunya | RCD Espanyol | Catalunya | 2010 |
| Copa Catalunya | RCD Espanyol | Catalunya | 2011 |